# Сейсмічність Албанії
Територія Албанії — характеризується підвищеною сейсмічністю, відповідно в межах території країни спостерігаються досить часті землетруси.

## Загальна характеристика
Албанія лежить в області Середземноморського геосинклінального поясу. Найважливіші сейсмічні зони — зони долин річок Дрин та Вльора-Дібра. Албанія характеризується інтенсивною мікросейсмічною активністю (1,0<M≤3,0), частими землетрусами невеликої (3,0<M≤5,0) і середньої (5,0<M≤7,0) сили та дуже сильними землетрусами (M>7,0).

## Землетруси у минулі століття
У XIX ст. в Албанії сталося 26 сильних землетрусів. У XX ст. зареєстровано близько 10 великих землетрусів (1921, 1924—1925, 1942, 1967 роках та інші).

## Землетруси XXI століття

### 2018
11 серпня в Албанії сталися два помірних (за шкалою інтенсивності МSK-64) землетруси. Перший з них, сильніший, землетрус магнітудою 5,4 балів (за шкалою Ріхтера) вдарив о 17:33 (за місцевим часом). Його епіцентр знаходився за 40 км на північний схід від столиці Албанії міста Тирани, біля села Віньйол в області Дібер, гіпоцентр землетрусу залягав на глибині 5 км. Другий землетрус, з магнітудою 5,1 балів (за шкалою Ріхтера), був зафіксований о 17:38 (за місцевим часом) та мав епіцентр за 30 км на північний схід від Тирани, біля міста Бульчізе. Гіпоцентр землетрусу залягав на глибині 24 км. У муніципалітетах Мат і Бульчізе було пошкоджено близько 70 будівель, повідомлень про потерпілих — не надходило. Землетруси відчувалися також у сусідніх Македонії, Чорногорії, Боснії і Герцеговині та Косові. Після основних двох поштовхів сталися ще близько 15 слабших.

### 2019
21 вересня в Албанії стався помірний (за шкалою інтенсивності МSK-64) землетрус магнітудою 5,8 балів (за шкалою Ріхтера). Водночас Геологічна служба США надала землетрусу початкову магнітуду — 5,6 балів (за шкалою Ріхтера). Епіцентр землетрусу знаходився поблизу портового міста Дуррес. За посиланням на агентство Reuters, сейсмічні поштовхи відчувалися в столиці Албанії місті Тирані. Міністерство оборони Албанії заявило, що це був найпотужніший землетрус в Албанії за останні 30 років. Також мали місце пошкодження великої кількості багатоквартирних будинків. У містах Тирані та Дурресі 68 місцевим мешканцям було надано медичну допомогу.
26 листопада, на узбережжі Адріатичного моря, неподалік албанської столиці Тирани, стався сильно помірний (за шкалою інтенсивності МSK-64) землетрус магнітудою від 6,3 до 6,4 балів (за шкалою Ріхтера). Епіцентр землетрусу знаходився за 10 км на північ від албанського портового міста Дурреса та за 30 км на захід від міста Тирана. Місцева влада повідомила про загибель щонайменше трьох осіб, десятки людей можуть перебувати під завалами, зруйновані сотні будинків і споруд. Станом на 28 листопада, кількість загиблих унаслідок землетрусу в Албанії зросла до 37 осіб, ще близько 650 людей зазнали травм, з яких 600 — перебували у лікарнях.

### 2020
1 січня поблизу албанського портового міста Дуррес на західному узбережжі країни стався сильно відчутний (за шкалою інтенсивності МSK-64) землетрус магнітудою 4,2 балів (за шкалою Ріхтера). За повідомленням Геологічної служби США, гіпоцентр землетрусу залягав на глибині 12,7 км. Інформації про руйнування чи постраждалих внаслідок стихійного лиха — не надходило.
26 липня в Албанії зафіксовано сильно відчутний (за шкалою інтенсивності МSK-64) землетрус магнітудою 4,5 балів (за шкалою Ріхтера). Згідно з даними Європейського середземноморського сейсмологічного центру (ЄССЦ), епіцентр підземних поштовхів знаходився за 6 км на південний захід від міста Пекіні, за 2 км від міста Лушня. Також землетрус відчувався у Фієрі, Вльорі та Ельбасані. За повідомленням Tanjug підземні поштовхи були відчутні в Болгарії, Боснії і Герцеговині, Чорногорії, Північній Македонії, Хорватії, Греції та Італії.

### 2023
15 січня, о 22:30 (за місцевим часом), в Албанії стався сильно відчутний (за шкалою інтенсивності МSK-64) землетрус магнітудою 4,7 балів (за шкалою Ріхтера). Поштовхи зафіксували в районі муніципалітету Клос, що трохи північніше столиці країни Тирани. Після основного землетрусу зафіксували декілька дрібніших поштовхів.
28 лютого, о 17:43 (за місцевим часом), в Албанії сталося одразу два землетруси магнітудою 4,0 і 2,6 балів (за шкалою Ріхтера). Згідно з повідомленням Європейського середземноморського сейсмологічного центру (ЄССЦ), епіцентр першого землетрусу був за 29 км від міста Ельбасан і за 10 км від міста Люшня, його осередок залягав на глибині 5 км. Через 30 хвилин після першого, країну сколихнув ще один землетрус магнітудою 2,6 балів (за шкалою Ріхтера). Цього разу епіцентром стало місце за 85 км від міста Ельбасан і за 17 км від міста Чоровода. Осередок гіпоцентру землетрусу залягав на глибині 2 км.
29 травня, о 10:21 (за місцевим часом), відділ сейсмології Інституту гідрометеорології та сейсмології оголосив, що було зареєстровано відчутний (за шкалою інтенсивності МSK-64) землетрус інтенсивністю в осередку 3,9 балів (за шкалою Ріхтера), що відповідає епіцентральній інтенсивності V ступеня за шкалою Меркаллі (MCS). Епіцентр землетрусу знаходився за 24 км на південний схід від міста Пука. За попередніми даними обробки, гіпоцентр землетрусу знаходився на глибині 14 км. Виходячи з теоретичної моделі макросейсмічного поля цього регіону, магнітуди землетрусу та глибини гіпоцентру, зазначений землетрус не міг завдати матеріальних збитків в епіцентральній зоні.

### 2024
14 січня, о 31 хвилині після півночі (за місцевим часом), сектор сейсмології Інституту гідрометеорології та сейсмології Албанії зареєстрував сильно відчутний (за шкалою інтенсивності МSK-64) землетрус магнітудою 4,6 балів (за шкалою Ріхтера). Епіцентр землетрусу знаходився за 17 км на південний захід від міста Ельбасана. Гіпоцентр землетрусу залягав на глибині 10  км. Також було оголошено, що землетрус міг завдати незначних матеріальних збитків в епіцентральній зоні.
23 січня, близько опівночі (за місцевим часом), сектор сейсмології Інституту гідрометеорології та сейсмології Албанії зареєстрував відчутний (за шкалою інтенсивності МSK-64) землетрус магнітудою 3,5 балів (за шкалою Ріхтера). Епіцентр землетрусу знаходився за 4 км на захід від міста Копліка, а також відчувався в Чорногорії. Гіпоцентр землетрусу знаходився на глибині 23 км.